# Skhira
Skhira (arabă الصخيرة) este un oraș în Guvernoratul Sfax, Tunisia.